# Henryk Poznański
Henryk Poznański ps. Bystry (ur. 20 października 1916, zm. 17 września 1944 w Warszawie) – kapral Armii Krajowej, pochodzenia żydowskiego, uczestnik powstania w getcie w 1943 i powstania warszawskiego w 1944 roku.

## Życiorys
Był żołnierzem Żydowskiej Organizacji Bojowej i walczył w powstaniu w getcie. Po jego klęsce ukrywał się w kanałach. Następnie, wraz ze swoją żoną, więziony przez okupanta niemieckiego w obozie „Gęsiówka” (nieznane są dokładne okoliczności jego znalezienia się tam). 
5. dnia powstania warszawskiego został uwolniony z „Gęsiówki” przez oddziały Armii Krajowej, wraz z innymi 383 więźniami (348 z nich było pochodzenia żydowskiego). Po tym wydarzeniu, 10 sierpnia jako „Bystry” wstąpił w szeregi batalionu „Parasol”. Wkrótce został łącznikiem kanałowym, gdyż doskonale znał podziemne połączenia kanałów – podczas powstania w getcie przenosił nimi broń i żywność z terenów wokół getta. 
Pod koniec sierpnia 1944 przeprowadził kanałami ze Starego Miasta do Śródmieścia gen. Tadeusza Bora-Komorowskiego i Sztab Komendy Głównej Armii Krajowej. Mimo iż zbliżała się kapitulacja Starego Miasta, „Bystry” powrócił na jego tereny, aby uratować tylne straże. Przez kilka kolejnych dni, będąc łącznikiem między Borem a pułkownikiem Karolem Ziemskim, przenosił rozkazy i meldunki. W tym samym czasie, 1 września, wyprowadził ze Starówki dowództwo i żołnierzy Grupy „Północ”, a 2 września –  straż tylną składającą się z żołnierzy „Parasol”. 
Następnie znalazł się na Czerniakowie, gdzie dalej pełnił funkcję łącznika. Jak wspominał powstaniec Jerzy Zapadko ps. „Mirski”, przebywając w tym rejonie, Poznański „podczas ostrzału w ruinach leżał na jakimś łóżku nieporuszony i palił papierosy”. Zginął 17 września, gdy wychodził z włazu przy ulicy Okrąg 2 na Czerniakowie.
Odznaczony Krzyżem Walecznych.